# さいたま市立城北小学校
さいたま市立城北小学校（さいたましりつじょうほくがっこう）は、埼玉県さいたま市岩槻区大字岩槻にある公立小学校。

## 沿革
- 1976年（昭和51年）
  - 4月1日 - 岩槻市大字岩槻6619番地に岩槻市立城北小学校創立。
  - 5月1日 - 校章制定。
  - 7月10日 - プール完成。
  - 7月20日 - 校舎ならびにプール完工式挙行。
- 1977年（昭和52年）
  - 2月1日 - 校歌制定。
  - 5月10日 - 体育館完成。
- 1978年（昭和53年）2月1日 - 校旗完成。
- 1979年（昭和54年）3月1日 - 体育用具庫新設。
- 1980年（昭和55年）1月31日 - 石油保管庫新設。
- 1982年（昭和57年）11月25日 - 植樹（県助成事業）。
- 1984年（昭和59年）9月 - 運動場整備。
- 1985年（昭和60年）6月 - 開校10周年記念植樹。
- 1987年（昭和62年）4月13日 - 運動場外柵フェンス敷設工事完了。
- 1989年（平成元年）3月 - 駐車場舗装工事完了。
- 1990年（平成2年）9月 - 藤棚下に野外教室完成。
- 1995年（平成7年）
  - 8月 - 体育館北に花壇設置。
  - 12月2日 - 開校20周年記念式典挙行。
- 1996年（平成8年）3月 - フェンスおよび樹木の移転。
- 1997年（平成9年）
  - 2月 - 藤棚下に花壇設置。
  - 10月31日 - コンピュータ教室改造工事完了。
- 1998年（平成10年）
  - 3月25日 - ゴミ収納庫新設。
  - 7月15日 - ジャングルジム新設。
- 1999年（平成11年）3月29日 - 家庭科室改造工事完了。
- 2000年（平成12年）4月6日 - 正門改築。
- 2002年（平成14年）
  - 3月25日 - プール西側外柵現巣敷設工事完了。同日、浄化槽撤去工事完了。
  - 3月29日 - ビオトープ（ととろのもり）関連工事および植栽完了。
- 2003年（平成15年）6月 - プール設備改修。
- 2004年（平成16年）3月 - ふれあいホール壁面設備工事完了。
- 2005年（平成17年）
  - 3月30日 - 北門およびフェンス改修工事完了。
  - 4月1日 - 岩槻市のさいたま市への合併により、さいたま市立城北小学校と改称。
- 2006年（平成18年）2月3日 - 開校30周年記念式典挙行。
- 2008年（平成20年）2月 - 体育館・プール北側フェンス移設工事完了。
- 2009年（平成21年）
  - 2月 - 体育館外装、通路改修。
  - 3月 - 体育館外装改修工事完了。
  - 7月 - 空調設備新設工事完了。
  - 9月 - 教室棟耐震補強工事完了。
- 2011年（平成23年）9月12日 - 管理棟耐震補強工事完了。
- 2012年（平成24年）
  - 2月28日 - プール南側芝生化修繕工事完了。
  - 8月31日 - 正門（東門）改修修繕工事完了。
  - 9月7日 - 体育館耐震補強工事完了。
- 2014年（平成26年）
  - 2月21日 - 学校給食調理場施設工事完了。
  - 3月31日 - 校庭貯留施設工事完了。
  - 4月1日 - 自校給食開始。
- 2015年（平成27年）10月31日 - 開校40周年記念式典挙行。記念事業開催。
- 2017年（平成29年）
  - 4月1日 - 通級指導教室「ががやき」開設。
  - 11月22日 - 外壁等改修工事完了。
- 2019年（令和元年）9月13日 - プール南側壁面修繕工事完了。

## 通学区域
出典
- 大字岩槻（445番地1～1527番地・5113番地～5174番地・5436番地1～5483番地・6209番地～6951番地・7797番地～7986番地）
- 西町4丁目（全域）
- 西町5丁目（全域）
- 日の出町（全域）
- 美幸町（全域）
- 宮町1丁目（5番1号～9番）
- 宮町2丁目（3番1号～7番・9番1号～27番）
- 大字南平野（799番地～884番地）
- 大字南辻（1番地～137番地）
- 大字上野（1番地～17番地）
- 大字掛（334番地～338番地1・340番地1～343番地2・351番地15～572番地・578番地～597番地・623番地～625番地・660番地～662番地・690番地1～691番地1・693番地・695番地～698番地2・711番地・7913番地1～7963番地）
- 大字本宿（1番地～445番地3・460番地～464番地・487番地～7912番地）
- 大字平林寺（1522番地11・1522番地12・1524番地～1527番地）

## 進学先中学校
- さいたま市立城北中学校

## 交通
- 朝日自動車IW11系統「岩槻駅 - 国立東埼玉病院」線・HS26系統「岩槻駅 - 蓮田駅東口」線で、「城北小学校入口」バス停下車後、徒歩約420m・約7分。
- 東武野田線（東武アーバンパークライン）岩槻駅（西口）から、上述の路線バスで「城北小学校入口」バス停まで5分、下車後徒歩。

## 周辺
- 龍門寺